# دیترانول
دیترانول (به انگلیسی: Dithranol) یا آنترالین (به انگلیسی: Anthralin) دارویی است که برای افرادی که مشکلات پوستی چون پسوریازیس خاموش یا مزمن دارند تجویز می‌شود. این دارو به صورت کرم و پماد موجود است.

## مکانیسم اثر
دیترانول در میتوکندری‌ها تجمع‌یافته با کاهش فعالیت میتونیک سلول‌های اپیدرم هایپرپلازی شده باعث برگردان سرعت تکثیر و کراتینیزه شدن این سلول‌ها به حد طبیعی می‌شود. به علاوه، دیترانول ساخت DNA را مهار می‌کند و آزاد شدن رادیکال‌های آزاد را افزایش می‌دهد. دیترانول همچنین پروفاز میتوز سلول‌های کراتینی و لوکوسیت‌ها را طولانی می‌کند.

## ملاحظات بالینی
دیترانول در مقایسه با استروئیدهای گلوکوکورتیکوئیدی شروع کندی در بهبودی پسوریازیس دارد ولی امکان برگشت بیماری پس از پایان استفاده از دارو کمتر است. دیترانول را نمی‌توان برای پوست صورت و سطوح تناسلی استفاده کرد.

## عوارض جانبی
از عوارض جانبی دارو بثورات جلدی موقت ناشی از حساسیت، قرمزی یا سایر تحریکات پوستی و رنگی شدن پوست و مو و لکه‌های دائمی بر روی البسه، می‌باشند.